# Acaulon sphaericum
Acaulon sphaericum är en bladmossart som beskrevs av J. Shaw 1878. Acaulon sphaericum ingår i släktet pygmémossor, och familjen Pottiaceae. Inga underarter finns listade i Catalogue of Life.